# Ковальский, Юзеф
Юзеф Ковальский (пол. Józef Kowalski; 2 февраля 1900, Смерековка, Королевство Галиции и Лодомерии, Австро-Венгрия — 7 декабря 2013, Турск, Суленцин, Суленцинский повят, Любушское воеводство, Польша) — польский долгожитель, участник Второй Мировой войны, также являлся предпоследним живущим участником Советско-польской войны.

## Биография
Родился 2 февраля 1900 года в деревне Вицинь (ныне Смерековка Львовской области) на территории Австро-Венгрии.
Служил в рядах 22-го Уланского полка польских вооружённых сил во время Польско-советской войны 1919—1921 года. Участвовал в битве под Комаровом 31 августа 1920 года (последнем крупном кавалерийском сражении европейских войн) и в Варшавской битве. Также принимал участие в Сентябрьской кампании Второй мировой войны. Во время немецкой оккупации Польши содержался в концентрационном трудовом лагере.
После войны поселился в деревне Пшемыслав, Любушского воеводства, где и проживал до 1994 года, после чего переехал в дом престарелых.
По состоянию на январь 2013 года официально считался старейшим жителем Польши и старейшим в мире ветераном военных конфликтов. Также был последним живущим участником Советско-польской войны. C 13 июня 2013 года до своей смерти Юзеф Ковальский являлся единственным частично верифицированным мужчиной, родившимся в XIX веке.
23 февраля 2012 года удостоен звания капитана.
Скончался 7 декабря 2013 года, на 114 году жизни.